# Wrightstown (Wisconsin)
Wrightstown és una població dels Estats Units a l'estat de Wisconsin. Segons el cens del 2000 tenia 1.934 habitants.

## Demografia
Segons el cens del 2000, Wrightstown tenia 1.934 habitants, 701 habitatges, i 525 famílies. La densitat de població era de 302,3 habitants per km².
Dels 701 habitatges en un 41,7% hi vivien nens de menys de 18 anys, en un 62,2% hi vivien parelles casades, en un 9,3% dones solteres, i en un 25% no eren unitats familiars. En el 20,3% dels habitatges hi vivien persones soles el 7,3% de les quals corresponia a persones de 65 anys o més que vivien soles. El nombre mitjà de persones vivint en cada habitatge era de 2,76 i el nombre mitjà de persones que vivien en cada família era de 3,21.
Per edats la població es repartia de la següent manera: un 31,5% tenia menys de 18 anys, un 7,6% entre 18 i 24, un 36,1% entre 25 i 44, un 17,7% de 45 a 60 i un 7% 65 anys o més.
L'edat mediana era de 31 anys. Per cada 100 dones de 18 o més anys hi havia 104 homes.
La renda mediana per habitatge era de 52.885 $ i la renda mediana per família de 57.788 $. Els homes tenien una renda mediana de 39.632 $ mentre que les dones 26.705 $. La renda per capita de la població era de 20.767 $. Aproximadament el 3,5% de les famílies i el 5,4% de la població estaven per davall del llindar de pobresa.

## Poblacions més properes
El següent diagrama mostra les poblacions més properes.